# Gęsice (Domaniów)
Gęsice (deutsch Gunschwitz) ist ein Dorf in Niederschlesien. Der Ort liegt in der Landgemeinde Domaniów im Powiat Oławski in der polnischen Woiwodschaft Niederschlesien.

## Geographie

### Geographische Lage
Das Straßendorf Gęsice liegt sieben Kilometer nordwestlich vom Gemeindesitz Domaniów (Thomaskirch), ca. 15 westlich von der Kreisstadt Oława (Ohlau) und rund 25 Kilometer südlich der Woiwodschaftshauptstadt Breslau. Der Ort liegt in der Nizina Śląska (Schlesische Tiefebene) innerhalb der Równina Wrocławska (Breslauer Ebene). Das Dorf liegt am Bach Maszana Südwestlich des Ortes verläuft die Autostrada A4.

### Nachbarorte
Nachbarorte von Gęsice sind im Westen Wilkowice (Wilkowitz), im Norden Rynakowice (Irrschnocke) und im Südosten Swojków (Schwoika).

## Geschichte
Der Ort wurde 1365 erstmals als Gansinczicz erwähnt.
Nach dem Ersten Schlesischen Krieg 1742 fiel Gunschwitz zusammen mit dem größten Teil Schlesiens an Preußen. 1783 zählte der Ort ein Vorwerk, eine Mühle, 13 Häuser und 101 Einwohner.
Nach der Neugliederung Preußens gehörte die Landgemeinde Gunschwitz ab 1815 zur Provinz Schlesien und war ab 1816 dem Landkreis Ohlau eingegliedert. 1874 wurde der Amtsbezirk Quosnitz gegründet, welcher die Landgemeinden Groß Peiskerau, Gunschwitz, Jankau, Quosnitz, Schwoika und Theuderau und die Gutsbezirke Gunschwitz und Theuderau umfasste. 1885 zählte der Ort 86 Einwohner.
1933 und 1939 zählte Gunschwitz 200 Einwohner. Bis 1945 befand sich der Ort im Landkreis Ohlau.
Als Folge des Zweiten Weltkriegs fiel Gunschwitz wie fast ganz Schlesien 1945 an Polen, wurde in Gęsice umbenannt und der Woiwodschaft Breslau angegliedert. Die deutsche Bevölkerung wurde, soweit sie nicht vorher geflohen war, weitgehend vertrieben. Die neu angesiedelten Bewohner waren zum Teil Heimatvertriebene aus Ostpolen. 1999 kam der Ort zum Powiat Oławski in der Woiwodschaft Niederschlesien.

## Sehenswürdigkeiten
- Gutshaus mit Walmdach
- Wegekreuz